# Delamu
Delamu is een Chinese documentairefilm van regisseur Tian Zhuangzhuang uit 2004. Delamu is het Tibetaanse woord voor vredesengel. De documentaire won de Huabiao Film Award voor beste digitale film in 2004.

## Plot
De documentaire gaat over inheemse Tibetanen, Nu en Lisu langs de rivier de Salween (Nujiang) op de Theeroute. De documentaire laat het leven zien van verschillende mensen: waaronder meneer Ding, die een familie heeft van vijftien leden en zes talen spreekt; een herder die vijftien jaar gevangen zat voor zijn geloof (protestantisme); een oude vrouw van 104 jaar die drie verschillende eeuwen meemaakte; een dorpshoofd wiens vrouw is weggelopen; een karavaan waarin twee mannen een vrouw delen; een jonge lama in een boeddhistische tempel die zich soms alleen voelt en een 82-jarige oud-karavaanleider.

## Achtergrond
China stond in de klassieke oudheid tot de late middeleeuwen in verbinding met buitenwereld via de zijderoute in het noorden, maar ook via de zuidelijker gelegen Theeroute (ook wel Thee-Paardenroute). De route werd afgelegd met karavanen en verliep over een afstand van 90 kilometer, zigzag langs berghellingen en -kloven, dichte bossen en onbewoonde gebieden. Via de route werden thee, zout, graan en andere levensmiddelen vervoerd. Via Tibet, Nepal, Bhutan, India en Westelijk Azië stond de route in verbinding met Europa. De route was een van de gevaarlijkste handelsroutes ter wereld.